# Verdrag van Caen
Het Verdrag van Caen is een op 23 december 1465 te Caen getekend vredesverdrag tussen Lodewijk XI van Frankrijk en Frans II van Bretagne.

## Context
Teneinde de onafhankelijkheid van het hertogdom Bretagne te bewaren, sloot Frans II zich aan bij de Ligue du Bien public, een verbond dat werd geleid door de jongere broer van de koning, Karel van Valois. Door het Verdrag van Conflans (1465) had Karel het hertogdom Normandië als apanage gekregen; het bestuur van enkele steden in Neder-Normandië werd toevertrouwd aan de hertog van Bretagne. Toen Karel van Valois het hertogdom Normandië te Rouen officieel in bezit nam, ontstond er onmin tussen hem en Frans II van Bretagne. De Bretons zagen zich verplicht te vluchten en maakten zich meester van Caen, een aan de koning trouw gebleven stad. Koning Lodewijk XI, profiterend van deze geschillen tussen de vroegere bondgenoten, kwam hen tegemoet met zijn leger en tekende een vredesverdrag met Frans II.

## Gevolgen
Door dit nieuwe verdrag werd de heer van Lescut aangesteld over Caen en een aantal andere steden.